# Teodoro Gómez Rivera
Teodoro Gómez Rivera (El Banquito, 7 de maio de 1963) é um clérigo católico romano hondurenho atual bispo de Choluteca.

## Vida
Teodoro Gómez Rivera estudou filosofia e teologia no seminário Nuestra Señora di Suyapa de Tegucigalpa. Depois de mais estudos na Pontifícia Universidade Gregoriana, obteve uma licença em dogmática. Em 27 de janeiro de 1996, recebeu o sacramento da ordenação pela diocese de Choluteca.
Depois da ordenação, foi Vigário Paroquial de San José de Nacaome; Coordenador Diocesano da Pastoral Vocacional; Diretor Espiritual do Seminário Menor Pablo VI; Formador no Seminário Maior de Tegucigalpa; Pároco de San Pablo e Diretor do Instituto Monsenhor Raúl de Choluteca; e Delegado Diocesano para a Caritas. Em 2013 se tornou Vigário Geral da Diocese de Choluteca e em 2015 também Vigário Episcopal para a Pastoral. Dois anos depois, também se tornou Reitor do Instituto Santa María Goretti.
Em 14 de novembro de 2020, o Papa Francisco o nomeou Bispo Titular de Castellum Tatroportus e Bispo Auxiliar de Tegucigalpa. Foi ordenado bispo por Guy Charbonneau P.M.E., Bispo de Choluteca, em 15 de maio do ano seguinte na Basílica de Suyapa em Tegucigalpa. Os co-consagradores foram o Núncio Apostólico em Honduras, Arcebispo Gábor Pintér, e o Bispo de Yoro, Héctor David García Osorio.
Em 26 de janeiro de 2023, o Papa Francisco o nomeou Bispo de Choluteca, sucedendo Dom Guy Charbonneau, tornando-se o primeiro bispo natural de Honduras a governar a diocese.